# Charaxes guderiana
Charaxes guderiana es una especie de lepidóptero de la familia Nymphalidae. Es originaria del sur de África.
Tiene una envergadura de alas de 50–60 mm en los machos y 60–70 mm en las hembras. El periodo de vuelo se prolonga durante todo el año.
Las larvas se alimentan de Brachystegia spicaeformis, Brachystegia boehmii, Brachystegia taxifolia, Julbernardia globiflora, Amblygonocarpus adnongensis y Dalbergia lactea.

## Subespecies
Listed alphabetically.
- C. g. guderiana (Dewitz, 1879)
- C. g. rabaiensis Poulton, 1929